# Тигър I
Вижте пояснителната страница за други значения на Тигър.
Тигър I (германско наименование – Panzerkampfwagen VI Tiger или просто Panzer VI) е немски тежък танк от Втората световна война, една от най-добрите бронирани машини във военната история.
Проектът за изготвяне на тежък танк в немската армия е представен още в 1937 година, но първия танк „Т-VI“ наречен „Тигър“ излиза от завода през юли 1942 година. Целта е била да се създаде танк със силна броня и мощно оръдие, така че да превъзхожда съветските КВ-1 и КВ-2. За оръдие е избрано противовъздушното 88-мм оръдие „KwK 36 L/56“, което се е отличавало с голяма мощност и точност. Още в ранните етапи на войната, германците са го използвали и като противотанково оръдие, способно да унищожи всеки съветски, английски или американски танк от голямо разстояние. До 1942 г. толкова голямо оръдие не е било монтирано на немски танк, а вече съществуващите Панцер-3 и Панцер-4 не е било възможно да се пригодят към 88-mm оръдие. Затова се е налагало да бъде разработен съвсем нов танк. Първоначално са изготвени два прототипа, съответно от фирмите Хеншел и Порше, като основните разлики са в окачването и ходовата част. В крайна сметка е отдадено предпочитание на Тигър-ът на Хеншел, а ходовата част на Порше е използвана за разработката на тежкия унищожител на танкове „Фердинанд – Слон“.
Първото участие на „Тигър I“ е в боевете при Ленинград на 22 септември 1942 година, когато един от танковете е пленен от съветските войски.
По-масово в бой са използвани в операция „Зимна буря“ (по време на битката при Сталинград) през декември 1942 г. и при Курската дъга през юли 1943 г., където представянето на тези танкове е много добро, въпреки че немците губят битката.
88 милиметровото оръдие на немската машина действа на 1000 метра, като пробива 100 милиметрова броня, нанасяйки ужасяващи поражение на противниковите машини. На руските екипажи е наредено да влизат в бой с „Тигъра“ при съотношение 1 към 5 за руснаците, а американските и английските танкисти отбягвали въобще срещата с него. Има случай при който немският капитан Вакер разбива руски танк Т-34/85 на разстояние от 3900 метра.
Има и други моменти в боеве с участието на „Тигър I“ – на 7 юли 1943 година по време на битката при Курск Франц Щаудегер от получава сведения за движението на група от 50 – 60 съветски Т-34. Атакува и унищожава 17 от тях. Съветските танкове се изтеглят, за да се прегрупират. Щаудегер ги открива до малка река и унищожава още 5. Изтегля се след като изразходва целия си запас боеприпаси.
Командир на танк „Тигър“ е и най-известният и успешен танков ас капитан Михаел Витман. Най-показателна негова акция е край градчето Вилер-Бокаж, на 13 юни 1944 година, една седмица след денят „D“ (денят на десанта в Нормания). Около 8:00 часа сутринта той атакува британска колона, част от 22-ра бронирана бригада от 7-а бронирана дивизия (прочутите „Пустинни плъхове“) и унищожава 5 танка „Кромуел“, 1 „Шърман“, 3 „Стюарт“ и още много лекобронирани машини и противотанкови оръдия. За този свой успех той получава лично от Хитлер на 25 юни 1944 година Рицарски кръст с дъбови листа и мечове и става най-високо награденият танков ас на Втората световна война.